# Frances Northcutt

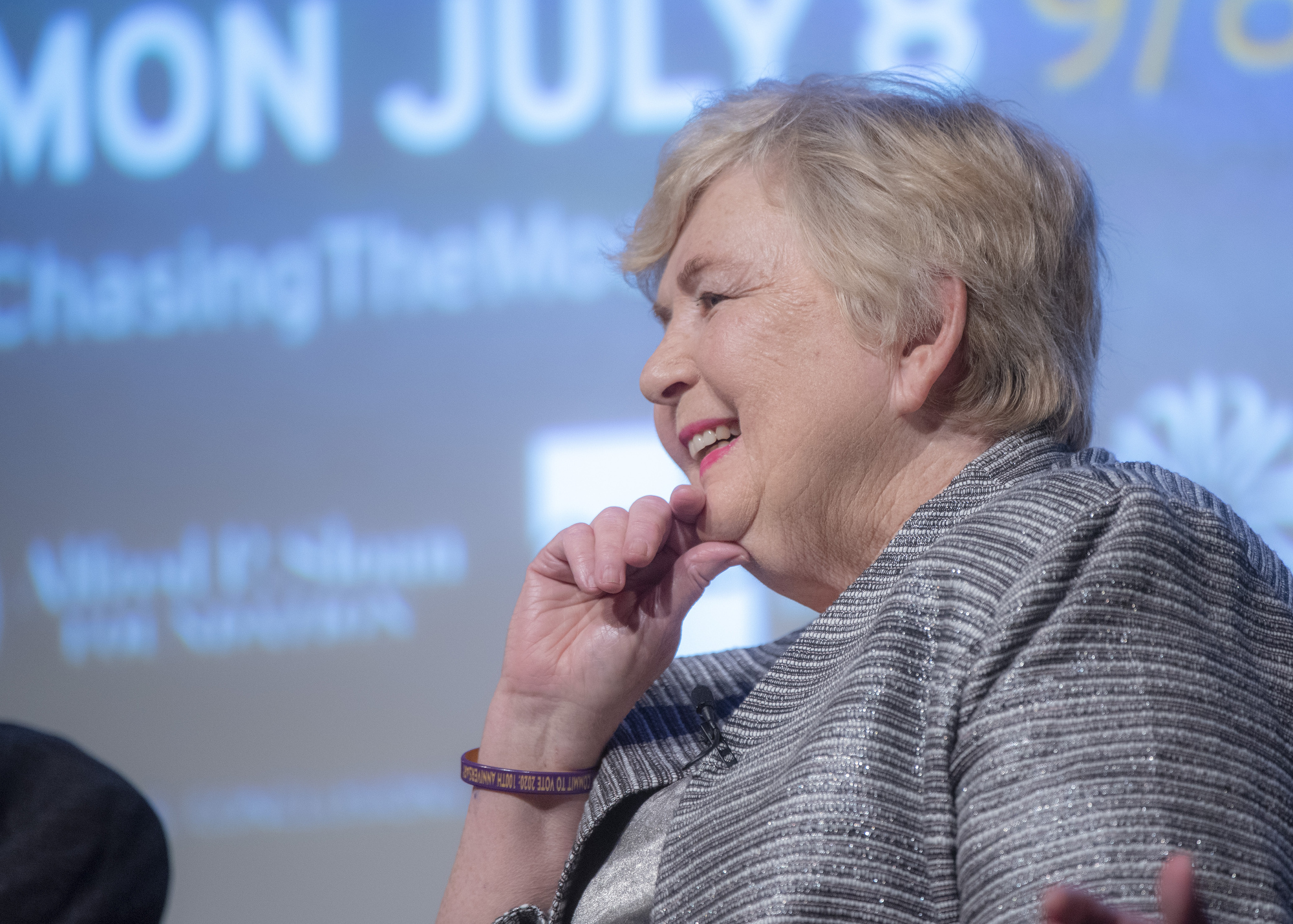
Frances Northcutt 2019

Frances „Poppy“ Northcutt (* 10. August 1943 in Many, Louisiana) ist eine texanische Ingenieurin und Anwältin, die ihre Karriere als „menschlicher Computer“ begann und anschließend während des Wettlaufs ins All als Ingenieurin für das technische Personal des Apollo-Programms der NASA arbeitete. Als Ingenieurin war sie die erste Frau, die während Apollo 8 im Mission Control Center der NASA arbeitete.
Später wurde Northcutt Anwältin und spezialisierte sich auf Frauenrechte. In den frühen 1970er Jahren war sie Mitglied des National Board of Directors der National Organization for Women (NOW). Heute arbeitet sie in Houston für verschiedene Organisationen, die sich für Abtreibungsrechte einsetzen.

## Leben und Karriere
Frances „Poppy“ Northcutt wuchs in Luling auf und zog dann nach Dayton. Northcutt besuchte die Dayton High School im Liberty County und studierte anschließend Mathematik an der University of Texas.

### Ingenieurin für das Apollo-Programm
Nachdem sie innerhalb von drei Jahren ihr Studium abgeschlossen hatte, wurde Northcutt 1965 von TRW Inc., einem Luft- und Raumfahrtunternehmen bei der NASA, als „menschlicher Computer“ für das neue Apollo-Programm eingestellt. Sie wurde bald zur Ingenieurin befördert und war im Raum zur Missionsplanung und -analyse der Missionskontrolle stationiert. Sie war als Ingenieurin die erste Frau, die in der NASA-Missionskontrolle arbeitete.
Northcutt und ihr Team berechneten die Flugbahn zur Rückkehr der Apollo-8-Crew zur Erde. Ihr fielen schwerwiegende Fehler im Plan auf, bevor er ausgeführt wurde. Wenn es bei den Swing-by-Manövern um den Mond zu Verzögerungen kam und mehr Treibstoff verbraucht wurde als geplant, war es Aufgabe von Northcutt und ihrem Team, Berechnungen durchzuführen und den Plan entsprechend abzuändern, um die sichere Rückkehr der Astronauten zu gewährleisten. Apollo 8 war das zweite Apollo-Raumschiff mit Besatzung und die erste Mission mit Besatzung, die jemals die Erdumlaufbahn verließ. Es erreichte erfolgreich den Mond, umkreiste ihn und kehrte dann am 27. Dezember 1968 sicher zur Erde zurück.
Northcutt arbeitete noch einige Jahre mit TRW und der NASA zusammen und hatte eine wichtige Rolle bei einigen der historisch wichtigsten Missionen der NASA, darunter auch Apollo 13. Nachdem sie von dem explodierten Sauerstofftank während der Apollo-13-Mission erfahren hatten, arbeiteten Northcutt und die anderen Ingenieure, die den Computer entwickelt hatten, an einem Weg, die Astronauten sicher nach Hause zu bringen. Das Programm, an dem sie arbeitete, wurde verwendet, um die Manöver für die Heimkehr zu berechnen. Dafür wurden Northcutt und das Mission Operations Team später mit dem Presidential Medal of Freedom Team Award ausgezeichnet.
Laienbücher und -artikel behaupten, dass ein Mondkrater, in dessen Nähe die Apollo-17-Mondlandefähre gelandet war, nach „Poppy“ benannt worden sei. Gene Cernan, der Kommandeur der Apollo-17-Mission, erklärte jedoch in einem Interview mit dem Apollo Lunar Surface Journal, dass er vor der Mission einen Krater nach dem Spitznamen benannt habe, den seine Tochter für einen ihrer Großväter verwendet habe. Dieser Spitzname war „Poppie“, wurde in NASA-Dokumenten aber fälschlicherweise „Poppy“ geschrieben. Apollo-Crews und das NASA Astronaut Office wiesen einigen Mondmerkmalen inoffizielle Namen zu, um sie bequemer identifizieren zu können. Weitere Namen, die Cernan an Krater in der Nähe des Landeplatzes vergab, waren „Punk“, sein Spitzname für seine Tochter, sowie „Frosty“ und „Rudolph“, die Namen von Charakteren in Weihnachtsgeschichten für Kinder. Der Gazetteer of Planetary Nomenclature der International Astronomical Union und des U.S. Geological Survey enthält keine Einträge für Mondkrater mit den Namen „Poppie“ oder „Poppy“.

### Kampf für die Frauenrechtsbewegung
Northcutts eigene Erfahrungen mit Sexismus und die Arbeit in einer frauenfeindlichen Umgebung brachten sie dazu, sich aktiv für Frauenrechte einzusetzen. Während ihrer Zeit bei TRW und der Anfangszeit bei der NASA durfte sie als Frau nur für 54 Stunden pro Woche bezahlt werden, arbeitete jedoch meist 60–70 Stunden. Gleichzeitig bekam sie für ihre Arbeitszeit wesentlich weniger Gehalt. Während ihre männlichen Kollegen sich große Häuser, Autos und Boote kauften, konnte sie sich nur eine Einzimmerwohnung und ein altes Auto leisten. Auch innerhalb ihres Arbeitsumfelds erlebte sie oft Sexismus und Belästigungen. Beispielsweise hatten ihre männlichen Kollegen monatelang eine der Raumkameras der Missionskontrolle direkt auf sie ausgerichtet und sie damit beobachtet. Gleichzeitig waren auch die Medien auf sie fixiert. In den Berichten in Radio, TV und Print ging es allerdings selten um ihre Leistungen, sondern nur um ihr Aussehen und was für Kleidung sie trug.
Am 26. August 1970 nahm sie sich einen Tag frei, um am Women’s Strike for Equality der NOW teilzunehmen. Dies markierte den Beginn ihrer Aktivismuskarriere.
Als eine der wenigen Frauen, die im Ingenieurwesen tätig waren, engagierte sich Northcutt zunehmend im Women’s Liberation Movement (Frauenbefreiungsbewegung, WLM). Sie half bei der Durchführung von Demonstrationen, Streiks, Reden, Pressemitteilungen und allem, was sie konnte, um die National Organization for Women (NOW) zu unterstützen. Sie sprach viele Male vor dem Stadtrat von Houston (Houston City Counsil) und 1974 ernannte die Bürgermeisterin von Houston sie zur first Women’s Advocate der Stadt. In dieser Position half sie bei der Verabschiedung zahlreicher Gesetze zur Verbesserung des Status von Frauen. Sie handelte eine Vereinbarung mit dem Houston Police Department aus, die es Frauen ermöglichte, Polizistinnen zu werden, und brachte die Feuerwehr von Houston dazu, Frauen als Feuerwehrleute zuzulassen. Außerdem leitete sie eine wichtige Studie zur Entgeltgleichheit, die die gesamte Gehaltsliste der Stadt Houston durchlief. Sogar die Toiletten für Frauen und Männer in ganz Houston ließ sie zählen und trug so dazu bei, auch diese Zahl anzugleichen.
Northcutt half dabei, die Zahl der Frauen, die in bestimmten Gremien und Kommissionen vertreten waren, drastisch zu erhöhen. Sie half bei der Verabschiedung eines Gesetzes, das es Krankenhäusern untersagte, Frauen Vergewaltigungsuntersuchungen und Spurensicherungen zu berechnen. Später wurde Northcutt Präsidentin der Abteilung (chapter) von Houston und ganz Texas der National Organization for Women.
Während dieser Zeit war Northcutt weiterhin bei TRW beschäftigt und erhielt ein Teilgehalt, da sie ausgeliehen war. Nach dessen Ablauf kehrte sie für eine Weile zu TRW zurück. Sie glaubte jedoch: „Wenn man eine Arbeit erledigt hat, sollte man sich aus dieser Arbeit entfernen.“ Deshalb ging sie für ein Jahr zu Merrill Lynch, einer Börsenmaklerfirma. Northcutt wechselte dann in die Abteilung TRW Controls und studierte während dieser Zeit nachts Jura. Im Jahr 1984 schloss Northcutt dieses Studium Summa Cum Laude an der juristischen Fakultät der University of Houston ab und wurde Strafverteidigerin. Northcutt setzte sich dabei weiterhin mit besonderem Nachdruck und Hingabe für ihren Kampf für Bürgerrechte ein.